# دانانتارا
وكالة إدارة الاستثمار دايا أناجاتا نوسنترا (الإندونيسية: Badan Pengelola Investasi Daya Anagata Nusantara)، والمعروفة باسم دانانتارا إندونيسيا أو إختصاراً دانانتارا، هي ثاني صندوق ثروة سيادي لإندونيسيا، بعد هيئة الاستثمار الإندونيسية. وتتولى إدارة الوكالة رئيسة مجلس الإدارة، وهي حاليًا روزان روسلاني.
الوكالة هي نتاج اندماج بعض الوظائف بين هيئة الاستثمار الإندونيسية ووزارة الشركات المملوكة للدولة في البلاد.

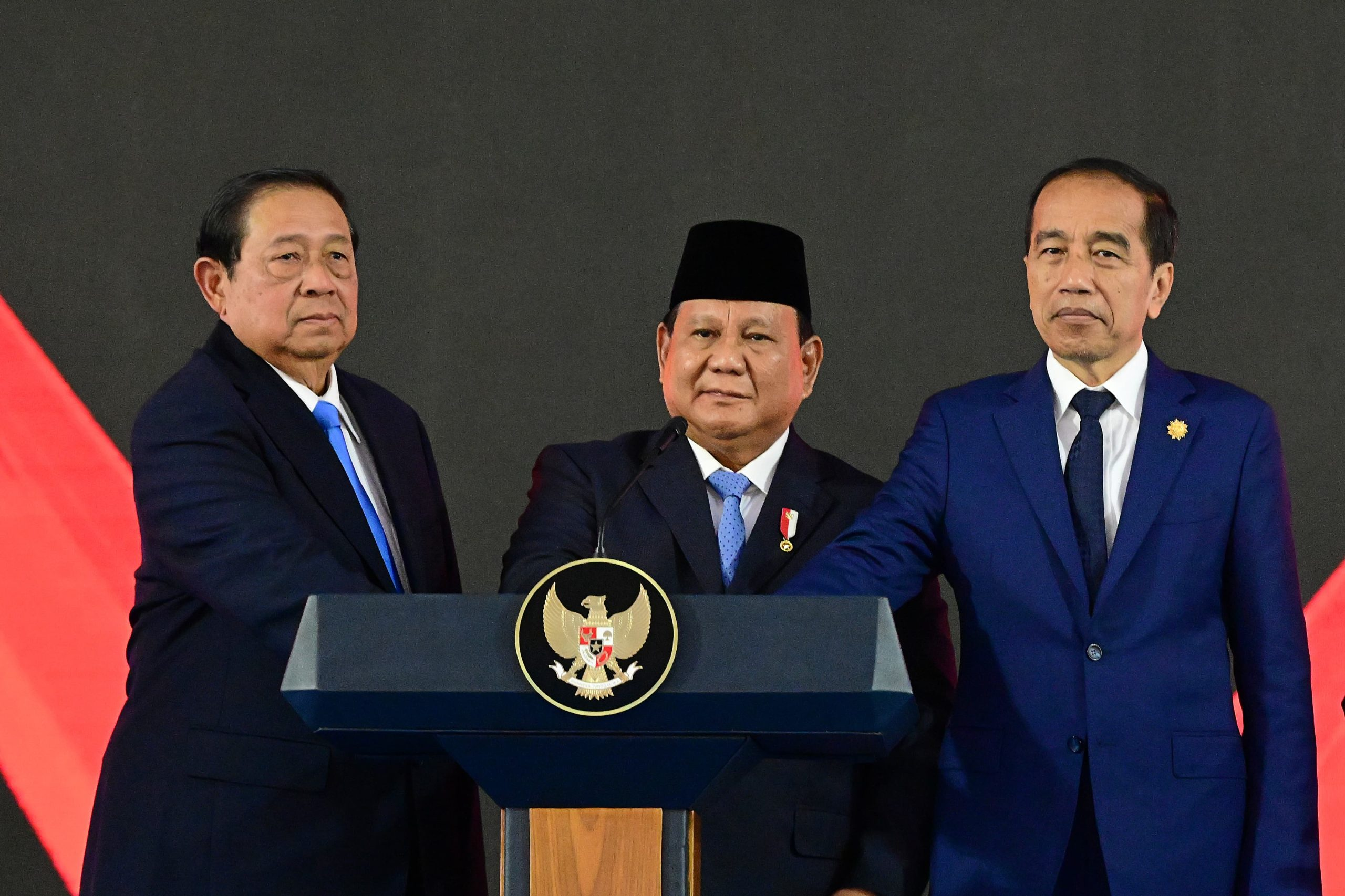
إطلاق شركة دانانتارا، من اليسار إلى اليمين: الرئيس السابق يودويونو، والرئيس الحالي برابوو، والرئيس السابق ويدودو.

## أصول الشركة
نتيجة لتأسيس شركة دانانتارا، تم نقل سبع شركات مملوكة للدولة من الإدارة المباشرة لوزارة الشركات المملوكة للدولة ووضعها تحت إدارة شركة دانانتارا، وهي: 
- بنك مانديري
- بنك نيجارا إندونيسيا (BNI)
- بنك راكيات إندونيسيا (BRI)
- الصناعات المعدنية في إندونيسيا (MIND ID)
- بيرتامينا
- بيروساهان ليستريك نيجارا (PLN)
- تيليكومونيكاسي اندونيسيا (تيلكوم)

عند التشغيل الكامل، من المتوقع أن تحقق شركة دانانتارا حوالي 14.72 روبية إندونيسية كوادريليون صندوق (900 مليار دولار أمريكي)، وهو إجمالي أصول الشركات السبع المملوكة للدولة.

## وصلات خارجية
- الموقع الرسمي